# 청주 신채호 사당 및 묘소
청주 신채호 사당 및 묘소(淸原 申采浩 祠堂 및 墓所)는 대한민국 충청북도 청주시 상당구 낭성면에 있는, 일제강점기시대 독립운동가·역사가·언론인이었던 단재 신채호(1880∼1936) 선생의 사당 및 묘소이다. 1993년 11월 5일 충청북도의 기념물 제90호로 지정되었다.

## 개요
일제강점기시대 독립운동가·역사가·언론인이었던 단재 신채호(1880∼1936) 선생의 사당 및 묘소이다.
20세에 성균관박사가 되었으며, 황성신문의 기자로 논설을 쓰며 불법적인 을사조약 체결을 단호히 배격하였고, 대한매일신보에 초빙되어 주필로서 국권회복, 민족의식 고취에 공헌하였다.
28세 무렵에 이동녕·안창호 선생 등과 함께 항일비밀결사인 신민회를 조직하였으며, 1910년 해외에 망명한 후 본격적으로 국사 연구에 힘써『조선상고사』,『조선사연구초』등의 저서들을 집필하였다. 1919년 상해임시정부수립 후에는 의정원 전원위원장으로 독립운동에 힘을 기울였고, 1929년 일본 경찰에 체포되어 여순(旅順)감옥에서 복역하던 중 순국하였다.
1962년 대한민국 건국공로훈장이 수여되었고, 1978∼1979년 사이에 묘역을 정화하고 이 곳에 사당을 세웠다. 사당은 앞면 3칸·옆면 1칸으로 지붕 옆면이 사람 인(人)자 모양의 간결한 맞배지붕집이다. 정면에 ‘단재영각(丹齋影閣)’이라는 현판이 걸려있고, 사당 앞에 ‘정기문(正氣門)’이라 이름 붙인 대문을 세우고 둘레에는 담장을 둘렀다. 묘소는 선생이 어린 시설에 살던 옛 집터에 안장한 것으로, 묘역에는 한용운 등이 세운 묘표석과 1972년 세운 사적비가 있다.

## 같이 보기
- 신채호

## 참고 문헌
- 청주 신채호 사당 및 묘소 - 국가유산청 국가유산포털